# Ammocharis
Ammocharis is een geslacht van bolgewassen uit de narcisfamilie (Amaryllidaceae). De soorten komen voor in tropisch en zuidelijk Afrika.

## Soorten
- Ammocharis angolensis (Baker) Milne-Redh. & Schweick.
- Ammocharis baumii (Harms) Milne-Redh. & Schweick.
- Ammocharis coranica (Ker Gawl.) Herb.
- Ammocharis deserticola Snijman & Kolberg
- Ammocharis longifolia (L.) Herb.
- Ammocharis nerinoides (Baker) Lehmiller
- Ammocharis tinneana (Kotschy & Peyr.) Milne-Redh. & Schweick.

... · 
Acis · 
Amaryllis · 
Boophone · 
Clivia · 
Crinum (Haaklelie) · 
Galanthus (Sneeuwklokje) · 
Hippeastrum · 
Hymenocallis · 
Leucojum (Narcisklokje) · 
Narcissus (Narcis) · 
Pancratium · 
Scadoxus · 
Sprekelia · 
Sternbergia · 
...